# S-160ロケット

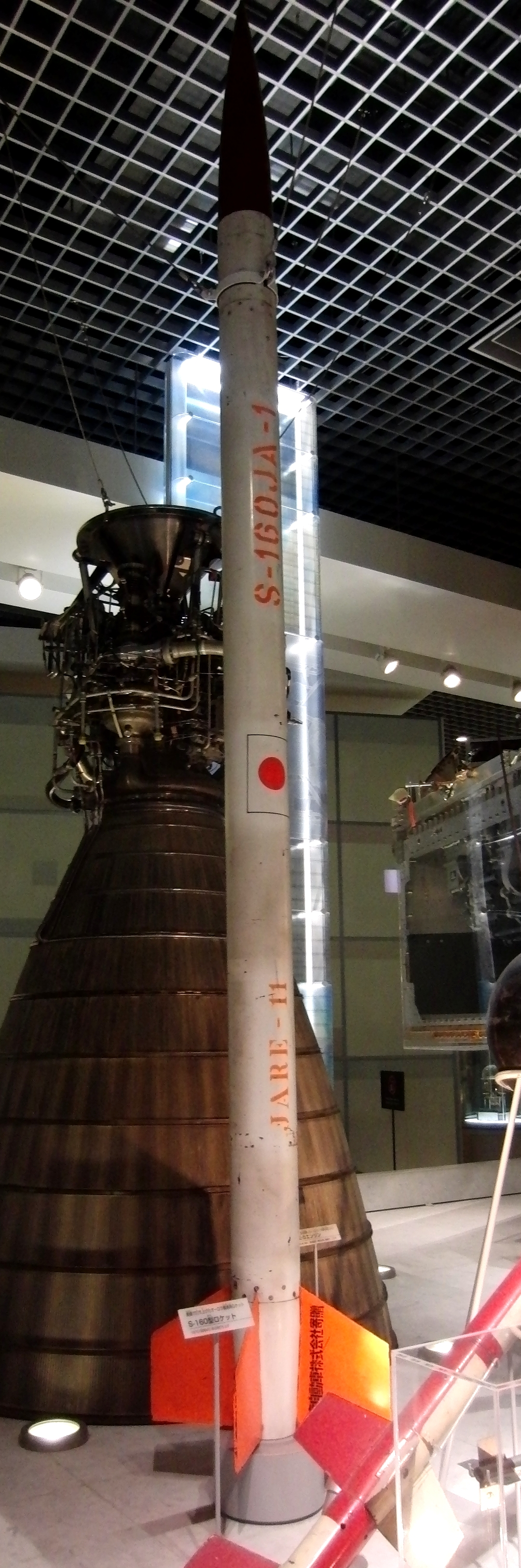
S-160型ロケット S-160JA-1（国立科学博物館の展示）

S-160ロケットは東京大学宇宙航空研究所(現JAXA宇宙科学研究本部)が開発した観測用の単段式固体燃料ロケットである。MT-135ロケットを大型化することでプロトタイプであるPT-160を経て開発された。他にM-4Sロケット開発時に予備試験機として用いられたものや南極で用いられたものなどのバリエーションが存在する。

## バリエーション

### PT-160
S-160のプロトタイプ。MT-135を大型高性能化したものである。1964年7月28日に1機が打ち上げられた。
仕様
- 全長：3,700mm
- 直径：160mm
- 全備重量：113kg
- 到達高度：60km
- ペイロード：4.5kg

### ST-160
2段構成のM-4Sロケットの予備試験機。スピン安定特性の試験に用いられた。1号機は上段がダミーでスピンモータによってスピンがかけられた。2号機は上段にも装薬されており、8枚のガイドベインによってスピンを発生させる。どちらもK-10Sの相似形をなしている。1965年7月21日に2機が打ち上げられた。
仕様（1号機/2号機）
- 全長：3,890mm
- 直径：160mm
- 全備重量：113/115kg
- ペイロード：9.2/8.9kg

### BT-160
1段構成のM-4Sロケットの予備試験機。補助ブースタの試験に用いられた。直径70mmの補助ブースタ4本が取り付けられている。1号機はメインブースタがダミーであり、2号機では装薬されている。どちらもダミーウェイトによって重心位置がM-4Sロケットと同様になっている。1965年8月25日に2機が打ち上げられた。
仕様（1号機/2号機）
- 全長：3,291mm
- 直径：160mm
- 全備重量：78/124kg
- ペイロード：-/8.9kg

### DS-160
1段構成のM-4Sロケットの予備試験機。搭載したデスピンモータによるスピン停止試験が行われた。1965年11月1日に1機が打ち上げられた。
仕様
- 全長：3,783mm
- 直径：160mm
- 全備重量：116kg
- ペイロード：16.5kg

### IT-160
1966年4月25日から1969年8月25日までに3機が打ち上げられた。2号機ではイオン密度の測定が行われた。
仕様（1号機）
- 全長：4,099mm
- 直径：160mm
- 全備重量：111.9kg
- 到達高度：68km
- ペイロード：7.2kg

### MT-160
1967年1月24日に1機が打ち上げられ、大気電気の測定が行われた。

### ST-160F
2段構成のM-4Sロケットの予備試験機。径100mmでダミーの第3段を上段に備えている。フレアの空力安定特性試験にもちいられた。外観は第1段切り離し後のM-4Sロケットと相似形をなす。1968年9月10日に2機が打ち上げられた。
仕様
- 全長：3,915mm
- 直径：160mm
- 全備重量：109kg
- ペイロード：6.0kg

### SO-160
1段構成のM-4Sロケットの予備試験機。推力中断装置(SO)の機能試験に用いられた。1968年9月12日に1機が打ち上げられた。
仕様
- 全長：3,910mm
- 直径：160mm
- 全備重量：106kg
- ペイロード：1.0kg

### S-160
直径160mmのモータをもつ標準的な観測ロケットとして用いられた。1968年から1972年までに鹿児島宇宙空間観測所において4機が打ち上げられた。
仕様
- 全長：4,100mm
- 直径：160mm
- 全備重量：120kg
- 到達高度：82km
- ペイロード：17kg

### S-160JA
S-160の推薬を耐低温特性のよいポリブタジエン系コンポジット推薬へ変更することによって南極仕様にしたもの。オーロラの解明を目的として第11次南極観測隊から第13次南極観測隊の間において用いられ、昭和基地から4機が打ち上げられた。
仕様
- 全長：3,890mm
- 直径：160mm
- 全備重量：113kg
- 到達高度：90km/88km
- ペイロード：5kg/5.5kg